# Sicydium gracile
Sicydium gracile är en gurkväxtart som beskrevs av Célestin Alfred Cogniaux. Sicydium gracile ingår i släktet Sicydium och familjen gurkväxter. Inga underarter finns listade i Catalogue of Life.